# Bentrovata regalis
Bentrovata regalis är en tvåvingeart som beskrevs av Richards 1973. Bentrovata regalis ingår i släktet Bentrovata och familjen hoppflugor. Inga underarter finns listade i Catalogue of Life.